# (9861) Jahreiss
(9861) Jahreiss (1991 RB3) – planetoida z pasa głównego asteroid okrążająca Słońce w ciągu 3,32 lat w średniej odległości 2,23 j.a. Odkryta 9 września 1991 roku.